# Still Standing (Album)
Still Standing ist das fünfte Studioalbum der US-amerikanischen R&B-Sängerin Monica. Es wurde erstmals am 19. März 2010 in den Vereinigten Staaten und Kanada veröffentlicht, und brachte mit Everything to Me und Love All over Me zwei Singleauskopplungen hervor. Als Promo-Singles veröffentlichte man zudem den Titeltrack Still Standing featuring Ludacris und Here I Am (samt einem Remix featuring Trey Songz). In Deutschland und Österreich wurde das Album nicht veröffentlicht.

## Veröffentlichung
Still Standing stieg auf Platz zwei der US-amerikanischen Albumcharts mit 184.000 verkauften Einheiten ein. Das Album hatte somit die stärkste Verkaufswoche seit Monicas drittes Studioalbum After the Storm im Jahre 2003 ca. 186.000 Kopien in der ersten Woche verkaufen konnte. Des Weiteren stieg das Album an der Spitze der Billboard-R&B/Hip-Hop-Albencharts ein und auf Platz zwei der Charts der digital verkauften Alben. Außerhalb der Vereinigten Staaten gelang es dem Album nicht, an den großen heimischen Erfolg anzuknüpfen. In Großbritannien verfehlte das Album die Hauptcharts, erreichte jedoch Platz 25 der UK-R&B-Charts. In Kanada schaffte es das Album bis auf Rang 191. Für über 500.000 verkaufte Exemplare der CD erhielt das Album die Goldene Schallplatte in den USA.

## Titelliste
1. Still Standing (featuring Ludacris)
2. Stay or Go
3. Everything to Me
4. One in a Lifetime
5. Mirror
6. If You Were My Man
7. Here I Am
8. Love All over Me
9. Superman
10. Believing in Me

U.S. iTunes Bonus-Track/Japan-Bonus-Track
1. Blackberry

U.S. Amazon.com-MP3-Download-Bonus-Track
1. Lesson Learned

## Kommerzieller Erfolg

### Chartplatzierungen
| ChartsChartplatzierungen       | Höchstplatzierung | Wochen |
| ------------------------------ | ----------------- | ------ |
| Vereinigte Staaten (Billboard) | 2 (31 Wo.)        | 31     |

| ChartsJahrescharts (2010)      | Platzierung |
| ------------------------------ | ----------- |
| Vereinigte Staaten (Billboard) | 48          |

### Auszeichnungen für Musikverkäufe
| Land/Region               | Auszeichnungen für Musikverkäufe (Land/Region, Auszeichnung, Verkäufe) | Verkäufe |
| ------------------------- | ---------------------------------------------------------------------- | -------- |
| Vereinigte Staaten (RIAA) | Gold                                                                   | 500.000  |
| Insgesamt                 | 1× Gold ·                                                              | 500.000  |